# Theodore (Queensland)
Theodore – miasto w Australii, w stanie Queensland.